# Zrinski (rodbinsko drevo)
Rodbinsko drevo knezov Zrinskih v obdobju 1347 - 1703